# Bernhard Garside
Bernhard Herbert Garside OBE (nascido em 21 de janeiro de 1962) é um diplomata britânico que serviu como embaixador em El Salvador de 2015 a 2019.

## Carreira
Garside frequentou a Universidade de Glasgow.
Ele foi nomeado Oficial da Ordem do Império Britânico (OBE) nas honras de aniversário de 2020 por serviços prestados à política externa britânica.